# Thủ tướng Slovakia
Thủ tướng Slovakia, tên chính thức là Chủ tịch chính phủ Cộng hoà Slovakia (Tiếng Slovak: Predseda vlády Slovenskej republiky), thường được gọi ở Slovakia vói cái tên ngắn gọn là Predseda vlády hay Thủ tướng, là người đứng đầu chính phủ Slovakia. Chức vụ này đứng thứ ba theo hiến pháp Slovakia, chỉ sau Tổng thống Cộng hoà và Chủ tịch Hội đồng Quốc gia.
Theo Hiến pháp thì thủ tướng Slovakia được chỉ định bởi tổng thống và có quyền chỉ đạo trực tiếp các hoạt động của chính phủ, tiến hành triệu tập cũng như tổ chức các cuộc họp của chính phủ nước này, tự mình quyết định các quyết sách nhằm tổ chức các hoạt động của chính phủ, có quyền đề xuất việc đề cử cũng như bãi nhiệm các thành phần nội các, kí ban hành cũng như điều chỉnh sửa đổi luật. Trong trường hợp khuyết vị trí tổng thống hoặc tổng thổng không thể thực hiện được quyền hạn của mình thì thủ tướng có thể uỷ thác quyền lực một phần cho chủ tịch chính phủ (ví dụ như Tổng Tư lệnh Các lực lượng vũ trang, theo luật định).

## Danh sách

### Chủ tịch chính phủ tạm quyền Slovakia (1918)
| Tên (Sinh – mất)           | Chân dung | Nhiệm kỳ làm việc (Thời gian nhiệm kỳ) | Đảng phái chính trị | Đảng phái chính trị |
| -------------------------- | --------- | -------------------------------------- | ------------------- | ------------------- |
| Vavro Šrobár (1867 – 1950) |           | 6 – 14 tháng 11 năm 1918 (8 ngày)      |                     | Đảng Dân tộc Slovak |

### Chủ tịch Hội đồng Chính phủ Cách mạng –Cộng hoà Xô viết Slovakia(1918)
| Tên (Sinh – mất)               | Chân dung | Nhiệm kỳ làm việc (Thời gian nhiệm kỳ)    | Đảng phái chính trị | Đảng phái chính trị                              |
| ------------------------------ | --------- | ----------------------------------------- | ------------------- | ------------------------------------------------ |
| Antonin Janousek (1877 – 1941) |           | 20 tháng 6 – 7 tháng 7 năm 1918 (17 ngày) |                     | Đảng Công nhân Cộng sản-Xã hội chủ nghĩa Hungary |

### Chủ tịchvùng tự quản Slovakia(trực thuộcCộng hoà Liên bang Tiệp Khắc, 1928–1939)
| Tên (Sinh – mất)            | Chân dung                                                     | Nhiệm kỳ làm việc (Thời gian nhiệm kỳ)                      | Đảng phái chính trị | Đảng phái chính trị                      | Bầu cử |
| --------------------------- | ------------------------------------------------------------- | ----------------------------------------------------------- | ------------------- | ---------------------------------------- | ------ |
| Ján Drobný (1866 – 1948)    |                                                               | 1 tháng 7 năm 1928 – 31 tháng 12 năm 1930 (2 năm, 183 ngày) |                     | Đảng Nhân dân Slovak Hlinkova            | 1928   |
| Jozef Orszagh (1881 – 1949) |                                                               | 1 tháng 1 năm 1931 – 12 tháng 10 năm 1938 (7 năm, 284 ngày) |                     | Đảng Cộng hoà Nông dân và Tá điền Slovak | 1935   |
| Julián Šimko (1886 – 1956)  |                                                               | 12 tháng 10 năm 1938 – 14 March 1939 (153 ngày)             |                     | Đảng Nhân dân Slovak Hlinkova            | 1935   |
| Julián Šimko (1886 – 1956)  | Đảng Nhân dân Slovak Hlinkova - Đảng Liên hiệp Dân tộc Slovak | 12 tháng 10 năm 1938 – 14 March 1939 (153 ngày)             |                     |                                          | 1935   |

#### Vùng lãnh thổ tự trị Slovakia(1938–1939)
| Tên (Sinh – mất)          | Chân dung                                                     | Nhiệm kỳ làm việc   | Nhiệm kỳ làm việc   | Nhiệm kỳ làm việc   | Đảng | Đảng                                                          | Nội các | Bầu cử |
| Tên (Sinh – mất)          | Chân dung                                                     | Nhận nhiệm sở       | Rời nhiệm sở        | Thời gian tại nhiệm | Đảng | Đảng                                                          | Nội các | Bầu cử |
| ------------------------- | ------------------------------------------------------------- | ------------------- | ------------------- | ------------------- | ---- | ------------------------------------------------------------- | ------- | ------ |
| Jozef Tiso (1887 – 1947)  |                                                               | 7 tháng 10 năm 1938 | 1 tháng 12 năm 1938 | 153 ngày            |      | Đảng Nhân dân Slovak Hlinkova                                 | Tiso I  | 1938   |
| Jozef Tiso (1887 – 1947)  | Đảng Nhân dân Slovak Hlinkova - Đảng Liên hiệp Dân tộc Slovak | 7 tháng 10 năm 1938 | 1 tháng 12 năm 1938 | 153 ngày            |      |                                                               | Tiso I  | 1938   |
| Jozef Tiso (1887 – 1947)  | 1 tháng 12 năm 1938                                           | 20 tháng 1 năm 1939 | Tiso II             | 153 ngày            |      |                                                               |         | 1938   |
| Jozef Tiso (1887 – 1947)  | 20 tháng 1 năm 1939                                           | 9 tháng 3 năm 1939  | Tiso III            | 153 ngày            |      |                                                               |         | 1938   |
| Jozef Sivak (1886 – 1959) |                                                               | 9 tháng 3 năm 1939  | 11 tháng 3 năm 1939 | 2 ngày              |      | Đảng Nhân dân Slovak Hlinkova - Đảng Liên hiệp Dân tộc Slovak | Sivak   | 1938   |
| Karol Sidor (1901 – 1953) |                                                               | 11 tháng 3 năm 1939 | 14 tháng 3 năm 1939 | 3 ngày              |      | Đảng Nhân dân Slovak Hlinkova - Đảng Liên hiệp Dân tộc Slovak | Sidor   | 1938   |

### Đệ nhất Cộng hoà Slovakia(1939–1945)
| Tên (Sinh – mất)                 | Chân dung | Nhiệm kỳ làm việc    | Nhiệm kỳ làm việc    | Nhiệm kỳ làm việc   | Đảng | Đảng                                                          | Nội các |
| Tên (Sinh – mất)                 | Chân dung | Nhận nhiệm sở        | Rời nhiệm sở         | Thời gian tại nhiệm | Đảng | Đảng                                                          | Nội các |
| -------------------------------- | --------- | -------------------- | -------------------- | ------------------- | ---- | ------------------------------------------------------------- | ------- |
| Jozef Tiso (1887 – 1947)         |           | 14 tháng 3 năm 1939  | 27 tháng 10 năm 1939 | 224 ngày            |      | Đảng Nhân dân Slovak Hlinkova - Đảng Liên hiệp Dân tộc Slovak | Tiso IV |
| Vojtech Lazar Tuka (1880 – 1946) |           | 27 tháng 10 năm 1939 | 5 tháng 9 năm 1944   | 4 năm, 314 ngày     |      | Đảng Nhân dân Slovak Hlinkova - Đảng Liên hiệp Dân tộc Slovak | Tuka    |
| Stefan Tiso (1897 – 1959)        |           | 5 tháng 9 năm 1944   | 3 tháng 4 năm 1945   | 210 ngày            |      | Đảng Nhân dân Slovak Hlinkova - Đảng Liên hiệp Dân tộc Slovak | Tiso    |

### Uỷ viên Ban chấp hành Slovakia(1945–1960)
| Tên (Sinh – mất)              | Chân dung            | Nhiệm kỳ làm việc   | Nhiệm kỳ làm việc              | Nhiệm kỳ làm việc    | Đảng | Đảng                   | Thành phần Ban chấp hành       | Bầu cử                 |
| Tên (Sinh – mất)              | Chân dung            | Nhận nhiệm sở       | Rời nhiệm sở                   | Thời gian tại nhiệm  | Đảng | Đảng                   | Thành phần Ban chấp hành       | Bầu cử                 |
| ----------------------------- | -------------------- | ------------------- | ------------------------------ | -------------------- | ---- | ---------------------- | ------------------------------ | ---------------------- |
| Karol Šmidke (1897 – 1952)    |                      | 18 tháng 9 năm 1945 | 16 tháng 8 năm 1946            | 332 ngày             |      | Đảng Cộng sản Slovakia | Ban chấp hành khoá 1945 - 1946 |                        |
| Karol Šmidke (1897 – 1952)    | 1946                 | 18 tháng 9 năm 1945 | 16 tháng 8 năm 1946            | 332 ngày             |      | Đảng Cộng sản Slovakia | Ban chấp hành khoá 1945 - 1946 |                        |
| Gustav Husak (1913 – 1991)    |                      | 16 tháng 8 năm 1946 | 18 tháng 11 năm 1947           | 3 năm, 251 ngày      |      | Đảng Cộng sản Slovakia | Ban chấp hành khoá 1946 - 1947 |                        |
| Gustav Husak (1913 – 1991)    | 18 tháng 11 năm 1947 | 23 tháng 2 năm 1948 | Ban chấp hành khoá 1947 - 1948 | 3 năm, 251 ngày      |      | Đảng Cộng sản Slovakia |                                |                        |
| Gustav Husak (1913 – 1991)    | 6 tháng 3 năm 1948   | 18 tháng 6 năm 1948 | Ban chấp hành khoá 1948        | 3 năm, 251 ngày      |      | Đảng Cộng sản Slovakia |                                |                        |
| Gustav Husak (1913 – 1991)    | 18 tháng 6 năm 1948  | 4 tháng 5 năm 1950  | Ban chấp hành khoá 1948 - 1954 | 3 năm, 251 ngày      | 1948 | Đảng Cộng sản Slovakia |                                |                        |
| Karol Bacilek (1896 – 1971)   |                      | 4 tháng 5 năm 1950  | Ban chấp hành khoá 1948 - 1954 | 7 tháng 9 năm 1951   | 1948 | 1 năm, 126 ngày        |                                | Đảng Cộng sản Slovakia |
| Július Ďuriš (1904 – 1986)    |                      | 7 tháng 9 năm 1951  | Ban chấp hành khoá 1948 - 1954 | 31 tháng 1 năm 1953  | 1948 | 1 năm, 146 ngày        |                                | Đảng Cộng sản Slovakia |
| Rudolf Strechaj (1914 – 1962) |                      | 31 tháng 1 năm 1953 | Ban chấp hành khoá 1948 - 1954 | 17 tháng 12 năm 1953 | 1948 | 6 năm, 344 ngày        |                                | Đảng Cộng sản Slovakia |
| Rudolf Strechaj (1914 – 1962) | 17 tháng 12 năm 1953 | 2 tháng 8 năm 1956  | Ban chấp hành khoá 1953 - 1956 | 1954                 |      | 6 năm, 344 ngày        |                                | Đảng Cộng sản Slovakia |
| Rudolf Strechaj (1914 – 1962) | 2 tháng 8 năm 1956   | 10 tháng 1 năm 1960 | Ban chấp hành khoá 1956 - 1960 | 1954                 |      | 6 năm, 344 ngày        |                                | Đảng Cộng sản Slovakia |

### Cộng hoà Xã hội Chủ nghĩa Slovakia(trực thuộc Cộng hoà Liên bang Xã hội chủ nghĩa Tiệp Khắc, 1969–1990)
| Tên (Sinh – mất)              | Chân dung                         | Nhiệm kỳ làm việc    | Nhiệm kỳ làm việc          | Nhiệm kỳ làm việc   | Đảng | Đảng                   | Nội các                | Bầu cử                 |
| Tên (Sinh – mất)              | Chân dung                         | Nhận nhiệm sở        | Rời nhiệm sở               | Thời gian tại nhiệm | Đảng | Đảng                   | Nội các                | Bầu cử                 |
| ----------------------------- | --------------------------------- | -------------------- | -------------------------- | ------------------- | ---- | ---------------------- | ---------------------- | ---------------------- |
| Stefan Sádovský (1928 – 1984) |                                   | 2 tháng 1 năm 1969   | 4 tháng 5 năm 1969         | 122 ngày            |      | Đảng Cộng sản Slovakia | Sadovsky - Tsolotka    | 1964                   |
| Peter Colotka (1925 – 2019)   |                                   | 4 tháng 5 năm 1969   | 8 tháng 12 năm 1971        | 19 năm, 161 ngày    |      | Đảng Cộng sản Slovakia | Sadovsky - Tsolotka    | 1964                   |
| Peter Colotka (1925 – 2019)   | 8 tháng 12 năm 1971               | 4 tháng 11 năm 1976  | Colotka I                  | 19 năm, 161 ngày    | 1971 | Đảng Cộng sản Slovakia |                        |                        |
| Peter Colotka (1925 – 2019)   | 4 tháng 11 năm 1976               | 18 tháng 6 năm 1981  | Colotka II                 | 19 năm, 161 ngày    | 1976 | Đảng Cộng sản Slovakia |                        |                        |
| Peter Colotka (1925 – 2019)   | 18 tháng 6 năm 1981               | 18 tháng 6 năm 1986  | Colotka III                | 19 năm, 161 ngày    | 1981 | Đảng Cộng sản Slovakia |                        |                        |
| Peter Colotka (1925 – 2019)   | 18 tháng 6 năm 1986               | 12 tháng 10 năm 1988 | Colotka - Knotek - Hrivnák | 19 năm, 161 ngày    | 1986 | Đảng Cộng sản Slovakia |                        |                        |
| Ivan Knotek (sinh 1936)       |                                   | 12 tháng 10 năm 1988 | Colotka - Knotek - Hrivnák | 22 tháng 6 năm 1989 | 1986 | 253 ngày               |                        | Đảng Cộng sản Slovakia |
| Pavel Hrivnák (1931 – 1995)   |                                   | 22 tháng 6 năm 1989  | Colotka - Knotek - Hrivnák | 8 tháng 12 năm 1989 | 1986 | 169 ngày               |                        | Đảng Cộng sản Slovakia |
| Milan Čič (1932 – 2012)       |                                   | 8 tháng 12 năm 1989  | 28 tháng 3 năm 1990        | 110 ngày            | 1986 |                        | Đảng Cộng sản Slovakia | Čič                    |
| Milan Čič (1932 – 2012)       | Đảng Công chúng Chống lại Bạo lực | 8 tháng 12 năm 1989  | 28 tháng 3 năm 1990        | 110 ngày            | 1986 |                        |                        | Čič                    |

### Cộng hoà Slovakia(1990–nay)

#### ThuộcCộng hoà Liên bang Séc và Slovakia(1990–1992)
| Tên (Sinh – mất)            | Chân dung                          | Nhiệm kỳ làm việc   | Nhiệm kỳ làm việc    | Nhiệm kỳ làm việc   | Đảng | Đảng                               | Nội các     | Bầu cử |
| Tên (Sinh – mất)            | Chân dung                          | Nhận nhiệm sở       | Rời nhiệm sở         | Thời gian tại nhiệm | Đảng | Đảng                               | Nội các     | Bầu cử |
| --------------------------- | ---------------------------------- | ------------------- | -------------------- | ------------------- | ---- | ---------------------------------- | ----------- | ------ |
| Milan Čič (1932 – 2012)     |                                    | 28 tháng 3 năm 1990 | 27 tháng 6 năm 1990  | 91 ngày             |      | Đảng Công chúng Chống lại Bạo lực  | Čič         | 1986   |
| Vladimír Mečiar (sinh 1942) |                                    | 27 tháng 6 năm 1990 | 23 tháng 4 năm 1991  | 313 ngày            |      | Đảng Công chúng Chống lại Bạo lực  | Mečiar I    | 1990   |
| Vladimír Mečiar (sinh 1942) | Phong trào vì một Slovakia Dân chủ | 27 tháng 6 năm 1990 | 23 tháng 4 năm 1991  | 313 ngày            |      |                                    | Mečiar I    | 1990   |
| Ján Čarnogurský (sinh 1944) |                                    | 23 tháng 4 năm 1991 | 22 tháng 6 năm 1992  | 1 năm, 49 ngày      |      | Phong trào Dân chủ Thiên chúa giáo | Čarnogurský | 1990   |
| Vladimír Mečiar (sinh 1942) |                                    | 22 tháng 6 năm 1992 | 31 tháng 12 năm 1992 | 190 ngày            |      | Phong trào vì một Slovakia Dân chủ | Mečiar II   | 1992   |

#### Cộng hoà Slovakia độc lập (hay còn gọi là Đệ nhị Cộng hoà Slovakia, 1993–nay)
| Tên (Sinh – mất)             | Chân dung                                     | Nhiệm kỳ làm việc    | Nhiệm kỳ làm việc                   | Nhiệm kỳ làm việc   | Đảng | Đảng                                                         | Nội các                                                          | Bầu cử                        |
| Tên (Sinh – mất)             | Chân dung                                     | Nhận nhiệm sở        | Rời nhiệm sở                        | Thời gian tại nhiệm | Đảng | Đảng                                                         | Nội các                                                          | Bầu cử                        |
| ---------------------------- | --------------------------------------------- | -------------------- | ----------------------------------- | ------------------- | ---- | ------------------------------------------------------------ | ---------------------------------------------------------------- | ----------------------------- |
| Vladimír Mečiar (sinh 1942)  |                                               | 1 tháng 1 năm 1993   | 15 tháng 3 năm 1994                 | 1 năm, 73 ngày      |      | Phong trào vì một Slovakia Dân chủ                           | Mečiar II HZDS – SNS                                             | 1992                          |
| Jozef Moravčík (sinh 1945)   |                                               | 15 tháng 3 năm 1994  | 13 tháng 12 năm 1994                | 273 ngày            |      | Liên minh Dân chủ Slovakia                                   | Moravčík DEÚS – SDĽ – KDH – NDS                                  | 1992                          |
| Vladimír Mečiar (sinh 1942)  |                                               | 13 tháng 12 năm 1994 | 30 tháng 10 năm 1998                | 3 năm, 321 ngày     |      | Phong trào vì một Slovakia Dân chủ                           | Mečiar III HZDS – ZRS – SNS – RSS                                | 1994                          |
| Mikuláš Dzurinda (sinh 1955) |                                               | 30 tháng 10 năm 1998 | 15 tháng 10 năm 2002                | 7 năm, 247 ngày     |      | Liên hiệp Dân chủ Slovakia                                   | Dzurinda I SDK{\displaystyle \rightarrow }SDKÚ – SDĽ – SMK – SOP | 1998                          |
| Mikuláš Dzurinda (sinh 1955) | Liên minh Thiên chúa giáo và Dân chủ Slovakia | 30 tháng 10 năm 1998 | 15 tháng 10 năm 2002                | 7 năm, 247 ngày     |      |                                                              | Dzurinda I SDK{\displaystyle \rightarrow }SDKÚ – SDĽ – SMK – SOP | 1998                          |
| Mikuláš Dzurinda (sinh 1955) | Liên minh Thiên chúa giáo và Dân chủ Slovakia | 30 tháng 10 năm 1998 | 15 tháng 10 năm 2002                | 7 năm, 247 ngày     |      |                                                              | Dzurinda I SDK{\displaystyle \rightarrow }SDKÚ – SDĽ – SMK – SOP | 1998                          |
| Mikuláš Dzurinda (sinh 1955) | 15 tháng 10 năm 2002                          | 4 tháng 7 năm 2006   | Dzurinda II SDKÚ – SMK – KDH – ANO  | 7 năm, 247 ngày     | 2002 |                                                              |                                                                  |                               |
| Robert Fico (sinh 1964)      |                                               | 4 tháng 7 năm 2006   | 8 tháng 7 năm 2010                  | 4 năm, 4 ngày       |      | Phương hướng – Xã hội Dân chủ                                | Fico I SMER-SD – SNS – ĽS-HZDS                                   | 2006                          |
| Iveta Radičová (sinh 1956)   |                                               | 8 tháng 7 năm 2010   | 4 tháng 4 năm 2012                  | 1 năm, 271 ngày     |      | Đảng Dân chủ – Liên minh Thiên chúa giáo và Dân chủ Slovakia | Radičová SDKÚ – SaS – KDH – MH                                   | 2010                          |
| Robert Fico (sinh 1964)      |                                               | 4 tháng 4 năm 2012   | 23 tháng 3 năm 2016                 | 5 năm, 352 ngày     |      | Phương hướng – Xã hội Dân chủ                                | Fico II SMER-SD                                                  | 2012                          |
| Robert Fico (sinh 1964)      | 23 tháng 3 năm 2016                           | 22 tháng 3 năm 2018  | Fico III SMER-SD – SNS – MH – #SIEŤ | 5 năm, 352 ngày     | 2016 | Phương hướng – Xã hội Dân chủ                                |                                                                  |                               |
| Peter Pellegrini (sinh 1975) |                                               | 22 tháng 3 năm 2018  | 21 tháng 3 năm 2020                 | 1 năm, 365 ngày     | 2016 |                                                              | Phương hướng – Xã hội Dân chủ                                    | Pellegrini SMER-SD – SNS – MH |
| Igor Matovič (sinh 1973)     |                                               | 21 tháng 3 năm 2020  | 1 tháng 4 năm 2021                  | 1 năm, 11 ngày      |      | Đảng các Nhân tố Độc lập và Nhân dân Bình thường             | Matovič OĽaNO – SR – SaS – ZĽ                                    | 2020                          |
| Eduard Heger (sinh 1975)     |                                               | 1 tháng 4 năm 2021   | 7 tháng 5 năm 2023                  | 2 năm, 36 ngày      |      | Đảng các Nhân tố Độc lập và Nhân dân Bình thường             | Heger OĽaNO – SR – SaS – ZĽ                                      | 2020                          |